# Felhévíz
Felhévíz (németül Aigen) Budapest egyik városrésze a II. kerületben, a Margit híd északi oldalán, a Duna mentén.

## Fekvése
Határai: Kavics utca – Duna folyam – Bem József tér déli és nyugati oldala – Frankel Leó út – Margit körút – Török utca – Gül Baba utca – Vérhalom utca a Kavics utcáig.

## Története
A középkor folyamán Buda önálló külvárosa volt Gézavására néven, a mai városrésznél jelentősen nagyobb területen. A területén levő melegvízforrásokról kapta a nevét. Területén feküdt a középkori Buda legjelentősebb kórháza, a Szent Lélek ispotály, illetve a stefanita rend Szentháromság-temploma és konventje, mely utóbbi a 13–14. században hiteleshelyként is működött. A Frankel Leó út nyugati oldalán, a Rózsadombot és a Szemlőhegyet észak-déli irányban határoló lejtőn (amit a Kavics utca mélyebb és a Gül Baba utca sekélyebb völgye szakít meg) a filoxéra járványig szőlőültetvények foglalták el.

## Uszodák, fürdők
- Szent Lukács gyógyfürdő
- Császár-Komjádi Béla Sportuszoda
- Veli Bej fürdő

## Főbb útvonalak
- Margit körút (egy része)
- Frankel Leó út (egy része)